# Сухарева, Валентина Михайловна
Валентина Михайловна Сухарева (наст. фам.: Поносовская; 5 октября 1923, Харьков — 24 марта 2021, Харьков) — советская театральная актриса. Заслуженная артистка Украинской ССР (1969).

## Биография
Родилась в 1923 году в Харькове, Украинская ССР, в семье врачей.
Ещё школьницей играла главные роли в спектаклях театральной студии в Дворце пионеров города Харькова — это был первый в СССР Дворец пионеров, и здесь в 1935 году она была одной из 1200 детей приглашённых на первую советскую новогоднюю ёлку, бал-маскарад, где 12-летней девочкой в образе пушкинской Татьяны танцевала с ведущим праздник 25-летним артистом Виктором Хохряковым.
Участник Великой Отечественной войны, будучи из семьи врачей добровольцем записалась в медсёстры, в РККА с февраля 1943 года, санитар санитарной роты 767-го стрелкового полка 228-й стрелковой дивизии 2-го Украинского фронта. Отличилась спасая раненных при форсировании реки Тисы.
Награждена медалями «За отвагу» (1944) и «За победу над Германией» (1945), Орденом Отечественной войны II степени (1986).
После войны окончила Харьковский театральный институт (класс И. Марьяненко).
В 1947 −1969 годах — актриса ряда русских драматических театров в Кишинёве, Симферополе, Магнитогорске.
В 1956 году сыграла свою единственную, но главную кинороль — в короткометражном фильме «Кони не виноваты».
В 1969 году присвоено звание Заслуженной артистки Украинской ССР.
С 1970 года и более 17 лет — актриса Русского драматического театра им. А. С. Пушкина в городе Харьков, на сцене которого исполнила с полусотню главных ролей.
После окончания актерской карьеры более 25 лет — преподаватель, доцент театрального факультета Харьковского театрального института.
С 1970 года и до конца жизни была директором Народного студенческого театра «Политехник» созданного ею при Харьковском политехническом институте.
Умерла в 2021 году в Харькове.